# Congham
Congham är en civil parish i Storbritannien.   Den ligger i grevskapet Norfolk och riksdelen England, i den sydöstra delen av landet, 150 km norr om huvudstaden London. Antalet invånare är 227. Arean är 11,7 kvadratkilometer.
Terrängen i Congham är platt.